# Mark Nyman
Pour les articles homonymes, voir Nyman.
Mark Nyman (né le 14 octobre 1966) est un joueur anglais de Scrabble. Il devient en 1993 le premier joueur européen à avoir gagné le Championnat du monde de Scrabble anglophone. Tous les autres vainqueurs jusqu'en 2014 sont d'Amérique du Nord, de Thaïlande ou de Nouvelle-Zélande.
Nyman a commencé sa carrière en 1983 à l'âge de 16 ans, quand il fut finaliste de la troisième série de Countdown, la version britannique des chiffres et des lettres. Il retourne pour le premier tournoi des champions et bat la scrabbleuse Joyce Cansefield pour devenir le premier champion des champions de Countdown. En 1990 il devient producteur de Countdown. Entre 1990 et 2002 il fait 289 apparitions à la télé comme arbitre. 
En 1993 il remporte le championnat du monde de Scrabble anglophone face à Joel Wapnick dans la finale. Ces deux joueurs se sont encore rencontrés dans la finale de 1999, cette fois c'est Wapnick qui remporte la dernière manche par un score de 403 points à 402. Cette même année il remporte l'International de Thaïlande, le plus grand tournoi de Scrabble anglophone au monde.
Nyman a été classé premier au Royaume-Uni et a gagné le championnat du Royaume-Uni quatre fois, ainsi que le « tournoi des maîtres » (anglais The Masters) du Royaume-Uni cinq fois.

## Palmarès

### Countdown
Mark Nyman a participé avec succès au jeu télévisé Countdown :
- Finaliste de la 3e série : 1983
- Vainqueur du premier tournoi des champions : 1984

### Scrabble
- Or : du Championnat du monde de Scrabble anglophone : 1993 ;
- Or :  du Brand's crossword game King's cup : 1999 ;
- Or  : Championnat du Royaume-Uni : 1998, 2001, 2002, 2004 ;
- Or  : ABSP Masters : 1995, 1997, 2000, 2003, 2004 ;
- Or  :  BMSC British Matchplay Scrable Championship 1992, 1996, 2002, 2009, 2015 ;
- Or : BEST British Elimination Scrabble Tournament 2010 ;
- Argent  : Championnat du monde de Scrabble anglophone : 1999 ;
- Argent  : Brand's crossword game King's cup : 1992 ;
- Argent  : Brand's crossword game King's cup : 1994 ;
- Argent  : Brand's crossword game King's cup : 2001 ;
- Argent  : North-American Scrabble Championship : 1989.

| Année | World SC | Wespac | North-American SC | King's Cup | UK Open |
| ----- | -------- | ------ | ----------------- | ---------- | ------- |
| 1988  |          |        | 45e               |            |         |
| 1989  |          |        | Argent            |            |         |
| 1990  |          |        | 12e               | Argent     |         |
| 1991  | 22e      |        |                   |            |         |
| 1992  |          |        | 44e               | Argent     |         |
| 1993  | Or       |        |                   |            |         |
| 1994  |          |        | 5e                |            |         |
| 1995  | 13e      |        |                   |            |         |
| 1996  |          |        |                   | 11e        |         |
| 1997  | 5e       |        |                   |            |         |
| 1998  |          |        |                   |            |         |
| 1999  | Argent   |        |                   | Or         |         |
| 2000  |          |        |                   |            |         |
| 2001  |          |        |                   | Argent     |         |
| 2002  |          |        |                   |            |         |
| 2003  | 4e       |        |                   | 9e         |         |
| 2004  |          |        | 15e               | 5e         |         |
| 2005  | 52e      |        |                   |            |         |
| 2006  |          |        |                   |            |         |
| 2007  |          |        |                   |            |         |
| 2008  |          |        |                   |            | Bronze  |
| 2009  | 19e      |        |                   |            |         |
| 2010  |          |        |                   |            |         |
| 2011  | 15e      |        |                   |            |         |
| 2012  |          |        |                   |            |         |
| 2013  |          |        |                   |            |         |
| 2014  |          |        |                   |            |         |
| 2015  |          | 27e    |                   |            |         |
| 2016  |          |        |                   |            |         |
| 2017  |          | 36e    |                   |            |         |
| 2018  | 16e      |        |                   |            |         |